# KFC Poederlee

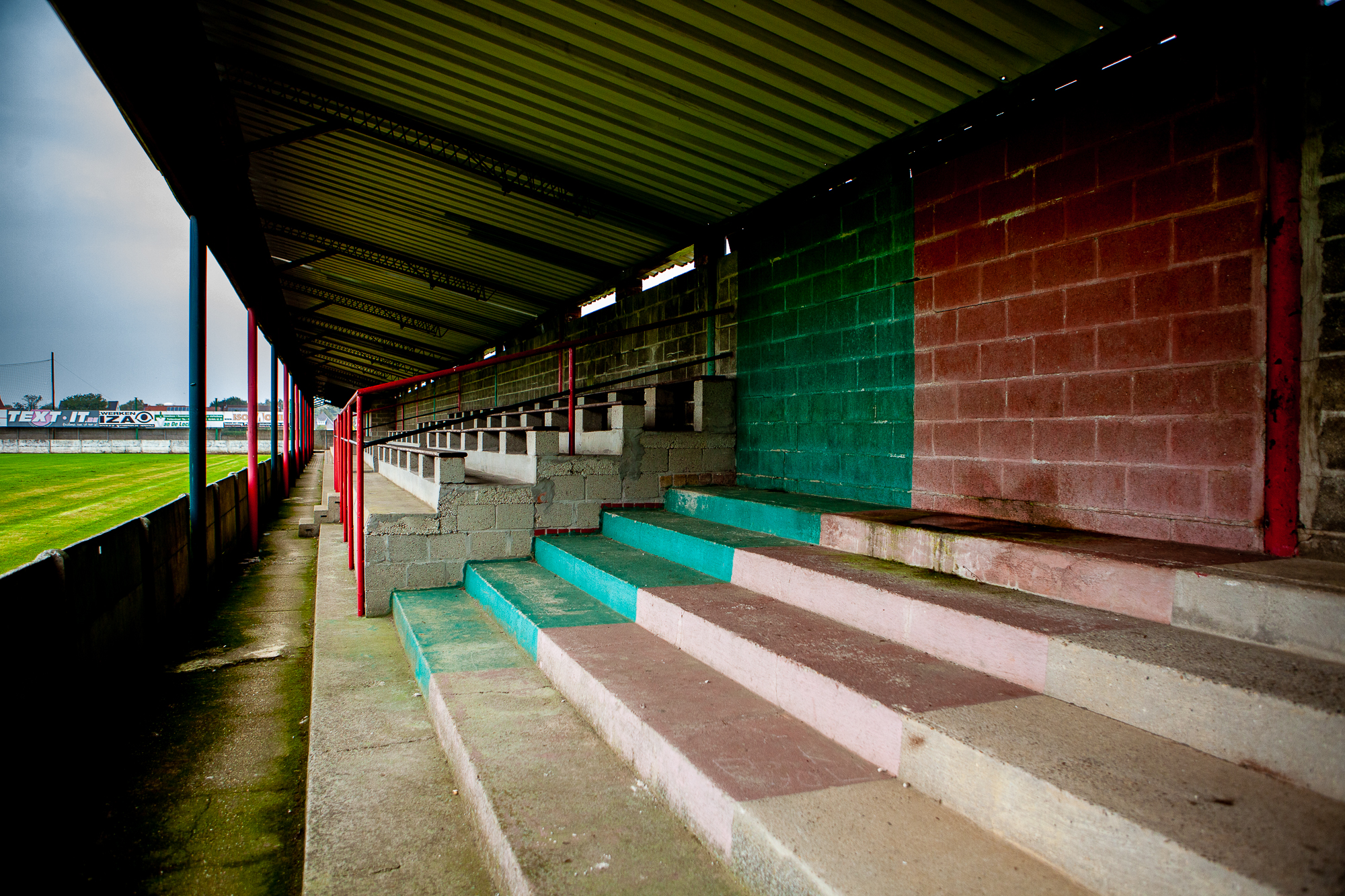
De voormalige thuisbasis van KFC Poederlee, gefotografeerd in 2020.

KFC Poederlee was een Belgische voetbalclub uit Poederlee. De club was aangesloten bij de KBVB met stamnummer 2643. De club speelde in haar geschiedenis een decennium in de nationale reeksen, maar verdween in 1998.

## Geschiedenis
Eind jaren 30 sloot FC Poederlee zich aan bij de Belgische Voetbalbond, waar men stamnummer 2643 kreeg toegekend. De club bleef er de volgende halve eeuw in de provinciale reeksen spelen.
In 1987 bereikte Poederlee voor het eerst de nationale bevorderingsreeksen of Vierde Klasse. De club wist er zich te handhaven en in het tweede seizoen slaagde men er al in reekswinnaar te worden. Voor het eerst stootte men zo in 1989 door naar Derde Klasse.
Ook in Derde Klasse deed KFC Poederlee het goed en eindigde er de volgende seizoenen makkelijk in de middenmoot. In 1997 haalde men daar zelfs een plaats in de eindronde, hoewel men slechts achtste was geëindigd. In de eindronde was Hoogstraten VV echter te sterk. Het volgende seizoen, 1997/98 verliep echter helemaal niet goed. Poederlee behaalde in 30 competitiewedstrijden slechts een enkel punt en eindigde allerlaatste.
KFC Poederlee degradeerde niet meer, maar hield het na dat seizoen voor bekeken. Stamnummer 2643 werd zo in 1998 definitief geschrapt. Kort daarna werd een nieuwe club opgericht, VC Poederlee. Die nieuwe club sloot zich aan bij de Voetbalbond met stamnummer 9328 en ging van start in de laagste provinciale reeksen.

## Bekende spelers
- Coen Burg
- Björn Smits